# Відділ Онипка
Відділ Онипка — український антибільшовицький повстанський відділ, який діяв у Єлисаветградському повіті Херсонської губернії у 1924—1925 рр.
Повстанський відділ знищив 16 партійців, які працювали у сільських організаціях та розгромив більше половини партійних установ, які функціонували у повіті. Сам Онипко застрелився в останньому бою з більшовиками 7 березня 1925 р. біля села Сомгородки Єлисавтеградського повіту Херсонської губернії. Бій тривав шість годин і скінчився повною перемогою більшовиків.